# Guilfoylia
Guilfoylia, monotipski biljni rod iz porodice Surianaceae, dio reda bobolike.  Jedina vrsta je endem C. pentastylis iz Novog Južnog Walesa i Queenslanda.
Ovo drvo naraste do 10 metara visine, a vernakularno je poznato kao solo tree, a nekada se uključivalo u rod Cadellia, pa je smatrano i njegovom podvrstom.

## Sinonimi
- Cadellia monostylis Benth.
- Cadellia monostylis var. minor F.M.Bailey